# Tobias Schweiger

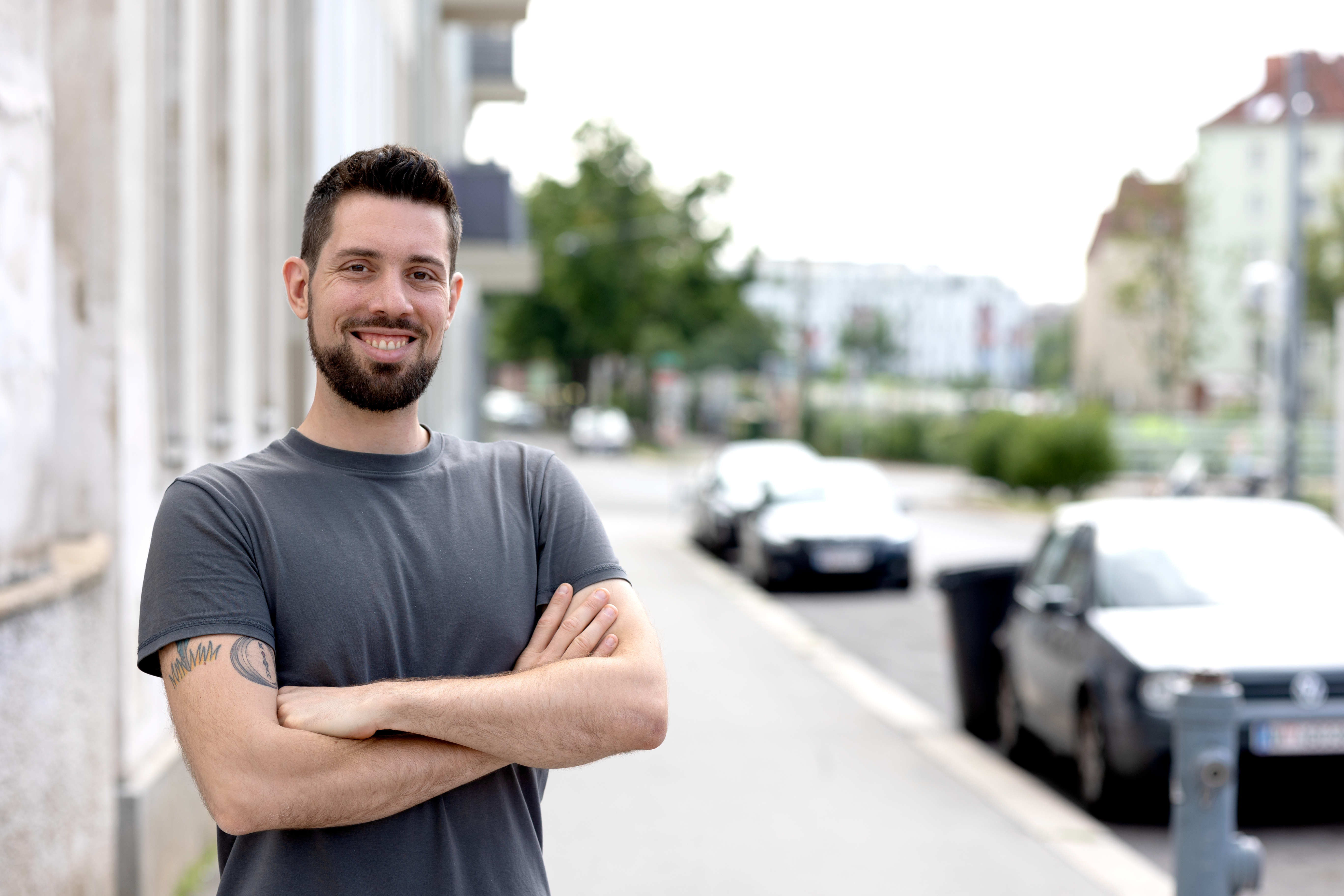
Tobias Schweiger 2023

Tobias Schweiger (* 3. Mai 1990 in Graz, Österreich) ist ein österreichischer Politiker (KPÖ). Er ist seit 20. Juni 2021 Bundessprecher seiner Partei.

## Leben
Tobias Schweiger wurde 1990 in Graz geboren und besuchte dort das Wirtschaftskundliche Bundesrealgymnasium. Nach der Matura 2008 studierte er zuerst in Graz und später ab 2012 in Bremen, wo er Politikwissenschaft und Philosophie abschloss. Nach seiner Rückkehr nach Österreich 2017 begann er das Studium der Internationalen Entwicklung und der Sozioökonomie.
Der gebürtige Grazer engagierte sich bereits früh politisch. So war er unter anderem in der Grazer Hausbesetzerszene aktiv und gründete 2010 die Jungen Grünen als bundesweite Jugendorganisation der grünen Partei und war zeitweise ihr Bundessprecher. Gleichzeitig griff er die grüne Partei immer wieder für ihre aus seiner Sicht „undemokratische Entwicklung“ oder das Mittragen neoliberaler Reformen an.
Nach der Trennung der Mutterpartei von den Jungen Grünen kandidierte Schweiger für das neue Bündnis der grünen Jugendorganisation mit der KPÖ bei der Nationalratswahl 2017. 2019 folgte er Flora Petrik als Bundessprecher der Jungen Linken nach, die 2018 nach dem Rauswurf der Jungen Grünen aus der Partei gegründet worden waren. Dort setzte er sich unter anderem für eine öffentliche Wohnbauoffensive und den Aufbau eines kostenlosen Nachhilfenetzwerks ein. In seiner Position als Bundessprecher der Jungen Linken kritisierte er auch die KPÖ dafür, dieser Aufgabe nicht gerecht zu werden. Gleichwohl wechselte Schweiger 2021 von den Jungen Linken an die Spitze der KPÖ.
Für die Nationalratswahl 2024 wurde Schweiger KPÖ-Spitzenkandidat.

## Politische Positionen
Schweiger gilt als ideologischer Vordenker der Jungen Linken, deren Positionen er immer wieder nach außen vertrat. Im Unterschied zu den etablierten Parteien müsse eine kommunistische Partei den Weg des Basisaufbaus vor Ort und den langen Prozess linker Organisierung gehen. In einem sechsköpfigen Team, das Mirko Messner an der Parteispitze ablöste, ist er vor allem für die Kampagnenorganisation verantwortlich. In seiner Antrittserklärung gab er an, kommunistische Politik heiße für ihn, „mutig zu sein und zusammen wieder Klassenpolitik von unten zu machen“. Dabei reicht sein Engagement vom Einsatz gegen den Abriss von Skateparks über Aktivitäten gegen Rechtsextremismus bis hin zu Aktionen gegen steigende soziale Ungleichheit. Als sein Leitmotiv gibt Schweiger an: „Wir brauchen eine Politik, die ehrlich verspricht, was sie auch nach der Wahl halten kann. Eine Partei, die Möglichkeiten schafft, sich einzubringen, und Menschen ermutigt, selbst aktiv zu werden.“ Neben Tobias Schweiger gehören Katerina Anastasiou, Rainer Hackauf, Günther Hopfgartner (statutarischer Vorsitzender), Sarah Pansy und Natascha Wanek der neuen Parteileitung an. 
Anlässlich des Wahlerfolgs der KPÖ in Graz am 26. September 2021 unter der Führung von Elke Kahr wurde Tobias Schweiger als Bundessprecher einer breiteren Öffentlichkeit bekannt.